# Parque de la Colonia Castells
El parque de la Colonia Castells (en catalán: parc de la Colònia Castells) se encuentra en el barrio de Les Corts de Barcelona. Fue urbanizado en 2024 por el Instituto Municipal de Urbanismo del Ayuntamiento de Barcelona, en los terrenos de una antigua colonia obrera creada en 1923. 

## Historia y descripción

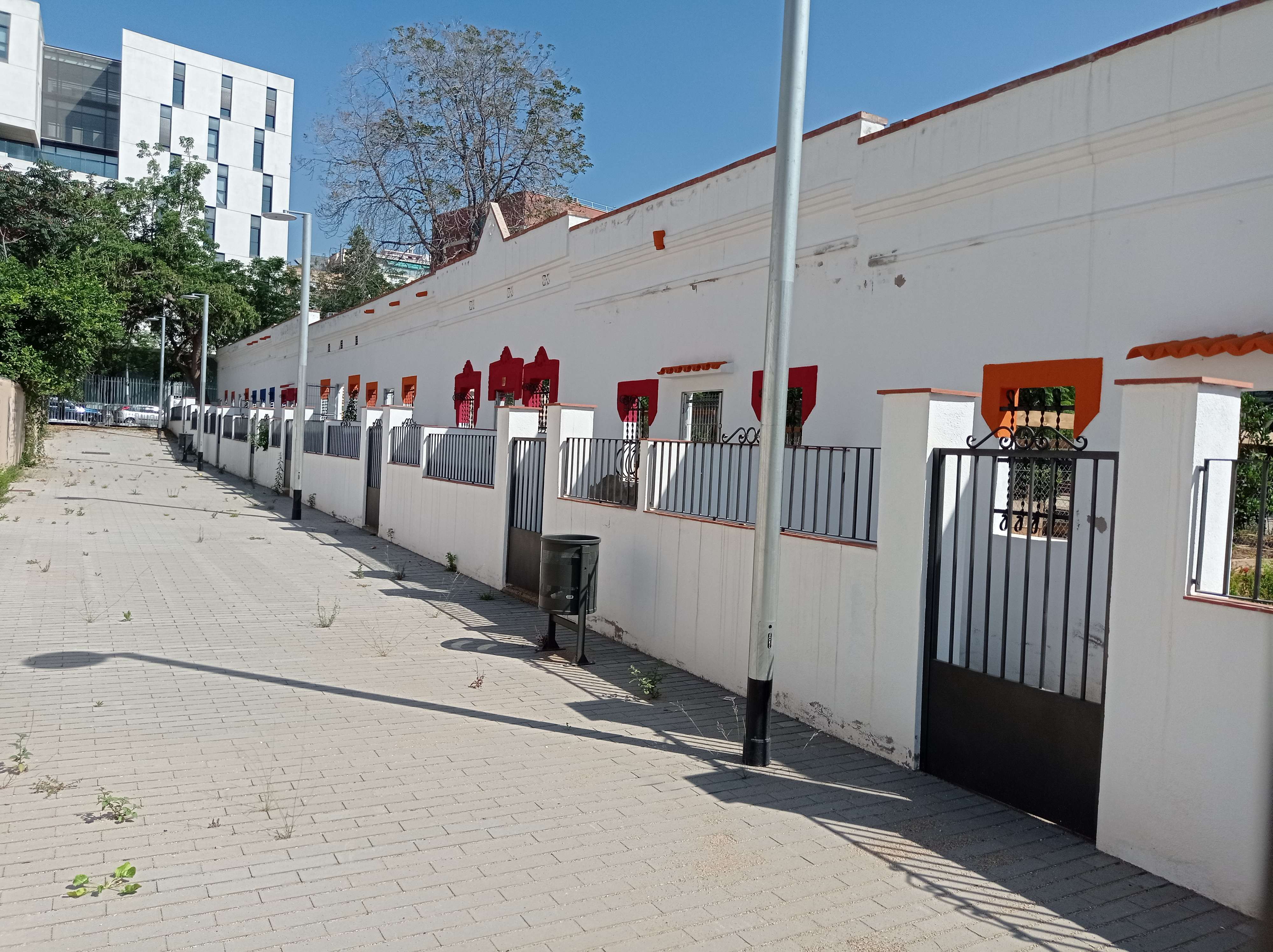
Casas del pasaje de Piera, las únicas que se han conservado de toda la colonia

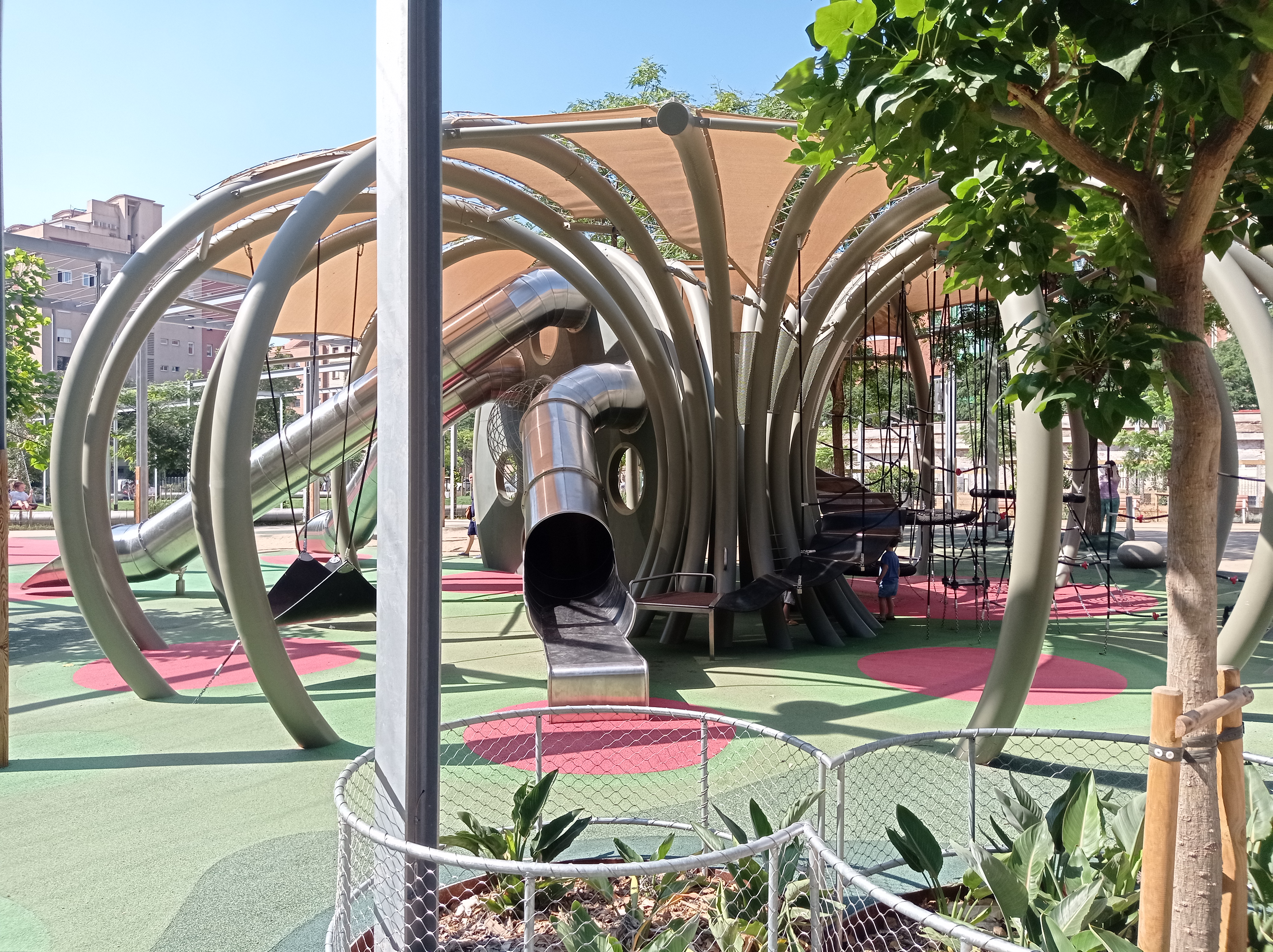
Tobogán con forma de erizo de mar

En 1859, el curtidor Josep Bonafont Capella hizo construir una fábrica en el municipio de les Corts destinada a la producción de charoles y hules, que después de su quiebra fue adquirida en 1874 por el industrial Manuel Castells Carles (La Pobleta de Bellveí, 1843-Barcelona, 1904). En 1878, el Ayuntamiento de les Corts aprobó un proyecto de urbanización que incluía una calle llamada de Jordà (actualmente Montnegre), además de otra perpendicular, llamada de Castells. A su muerte, Manuel Castells fue sucedido por su viuda, Maria Juncosa Ripoll, que continuó el negocio bajo la razón social Viuda de Manuel Castells. A la muerte de esta en 1911 la propiedad fue repartida entre sus hijos Agustí y Manuel Castells Juncosa. El primero se quedó con la fábrica, ahora destinada a la producción de barnices, mientras que al segundo le quedaron los terrenos al sur de la calle de Montnegre (11 536 m²). Este murió en 1912 y la finca quedó en usufructo de su viuda, Maria Dolors Barnola Grau, y en herencia de su hija, Maria Castells Barnola.
En febrero de 1923 y por iniciativa de Maria Dolors Barnola y su segundo marido, Ricard Martínez Torres, el constructor Vicenç Fenollosa presentó un proyecto para la construcción de veinte casas baratas para familias obreras alrededor de un pasaje, firmado por el arquitecto Josep Capdevila. Tenían 6 m de fachada y 30 m² útiles, con con tres habitaciones, una cocina-comedor, un patio delantero de 7,5 m de fondo y otro trasero de apenas 1 m con lavabo. Al mes siguiente solicitaron permiso para aumentar el número de casas hasta 117, alrededor de tres pasajes paralelos —llamados Castells, Barnola y Maria por la familia promotora—, de unos 100 m de largo por 2,5 m de ancho, junto con otro transversal de 5 m que los unía, que fue llamado pasaje Transversal. La fachada quedaba reducida a 5 m y el jardín delantero a 3 m, aunque las casas conservaban los 6 m de profundidad. Las obras comenzaron ese mismo verano, pero fueron paralizadas en agosto a raíz de la denuncia de cinco propietarios de la zona, entre ellos Agustí Castells, lo que motivó una inspección que descubrió diversas irregularidades. Finalmente, las obras se reemprendieron en noviembre y, poco después, en febrero de 1924, Vicenç Piera Galtés promovió 40 casas —de las que solo se construyeron poco más de la mitad— en un solar adyacente, llamado Camp del Soldat. Tenían 34 m², con patios delante y detrás, alrededor de un pasaje de 5 m de ancho, que fue bautizado con su nombre.
En 1928, el conjunto ya estaba consolidado, si bien la familia promotora solo había construido poco más de la quinta parte de las casas, ya que desde el principio fue vendiendo parcelas. Esta diversificación de propietarios explica la heterogeneidad de las edificaciones, entre las cuales había algunos bloques de dos o tres pisos. La colonia fue poblada sobre todo por inmigrantes de Andalucía, Aragón, Castilla, Murcia y Valencia, atraídos por la demanda de trabajo para las obras de la Exposición Internacional de 1929. También contaba con diversos comercios, así como una pequeña escuela y la presencia de un sereno.
A partir de los años 1960 empezó a sentir los efectos de la especulación inmobiliaria, que fomentaba edificios más altos y densamente poblados, con lo que empezó a perder la población original. Además, los terrenos fueron recalificados como zona verde en el Plan General Metropolitano de 1976. Sin embargo, el proceso de desalojo se prolongó durante cuarenta años, hecho que provocó que la zona se fuese degradando. En 2002 se aprobó un plan urbanístico que preveía para la colonia una promoción de viviendas de protección oficial, una escuela, una zona verde y diversos equipamientos. Entonces aún vivían doscientas veinte familias, que fueron desahuciadas. En 2010 se empezó a derribar las casas, aunque en el pasaje de Piera se han mantenido nueve, que están pendientes de asignarles un uso comunitario, así como las fachadas de las casas equivalentes del otro lado del pasaje.
A pesar de que la elaboración del proyecto del parque contó en 2018 con un proceso participativo, las obras empezaron sin el consenso vecinal, e incluso una plataforma de diversas entidades pidió su paralización y presentó una propuesta alternativa. En particular, los vecinos consideraban que la instalación de pérgolas en el emplazamiento de los antiguos pasajes desvirtuaba la memoria histórica de la colonia. El nuevo parque se abrió al público en 2024. Con una superficie de 9602 m², se articula alrededor de una plaza central y cuenta con un área de juego infantil —en la que destaca un gran tobogán con forma de erizo de mar—, así como aparatos de gimnasia, una pérgola con plantas trepadoras y huertos urbanos, además de los habituales elementos de mobiliario urbano. Las obras tuvieron un presupuesto de 3,64 millones de euros.
La vegetación se ha colocado pensando en criterios de sostenibilidad frente al cambio climático, con sistemas de drenaje para aprovechar el agua de lluvia. Se plantaron 161 árboles nuevos, entre los que destacan especies como jacarandas, tipuanas, yucas, bellasombras y nísperos del Japón. También se efectuó una prueba piloto de instalación de césped artificial.